# Набам
Набам — гербицид из группы натриевых солей дитиокарбаматов.

## Получение
Набам получают в результате реакции этилендиамина с сероуглеродом в гидроксиде натрия.

## Характеристики
Набам представляет собой твёрдое вещество, растворимое в воде. В кислых условиях он разлагается до этилендиамина.

## Использование
Набам применяется в качестве гербицида, альгаицида и фунгицида. Не применяется как системный фунгицид для фруктов, орехов, овощей и декоративных растений.

## Утверждение
Набам не входит в список в утверждённых активных ингредиентов Европейского Союза. Запрещён к использованию в Германии, Австрии и Швейцарии.

## Указания по технике безопасности
Набам классифицируется как канцерогеное вещество.